# Címon
Címon (em grego:  Κίμων, transl. Kímon, Atenas, ca. 510 a.C. — Cítio, 449 a.C.), filho de Milcíades (Κίμων ὁ Μιλτιάδου) foi um estadista e general ateniense. Contribuiu decisivamente para firmar o domínio de Atenas sobre os Estados marítimos gregos e tornou-se o principal dirigente da Liga de Delos, que veio a reunir 150 cidades.
Era tido como belo e afável de maneiras e o melhor general que Atenas jamais conheceu. Desejava tanto quanto Péricles manter a supremacia ateniense no mar, mas ao contrário dele via com bons olhos a natural liderança espartana no continente.

## Família
Seu pai foi Milcíades, o general que derrotou os persas na batalha de Maratona.
Milcíades, chamado de Milcíades, o Jovem, era filho de Címon, irmão, por parte de mãe, de Milcíades, o Velho; o nome do pai de Címon, pai de Milcíades, o Jovem, era Esteságoras. Milcíades, o Velho, governava o principado ateniense de Quersoneso da Trácia; morrendo sem filhos, foi sucedido por Esteságoras, filho do seu irmão Címon. Após o assassinato de Esteságoras, Milcíades, o Jovem, foi enviado ao Quersoneso pelos filhos de Pisístrato, e tornou-se o tirano do Quersoneso. Milcíades se casou com Hegesípile, filha do rei Oloro, da Trácia.
A mãe de Címon era Hegesípile, filha do rei Oloro da Trácia. Seus meio-irmãos, filhos de Milcíades, eram Elpinice, que se casou com Cálias II, e seu irmão mais velho Metíoco, que foi capturado pelos fenícios, levado a Dario I e bem tratado, recebendo casa e uma mulher persa.
Elpinice, meio-irmã de Címon, foi casada com ele (a lei de Atenas autorizava o casamento entre meio-irmãos por parte de pai). Címon, porém, estava privado da liberdade por causa de uma multa que seu pai recebera e que eles não conseguiram pagar, então Cálias II, que era muito rico, propôs pagar as dívidas se ele se casasse com Elpinice. Címon, a princípio, desprezou a proposta, mas Elpinice, dizendo que não deixaria um filho de Milcíades morrer na prisão podendo impedir isto, aceitou se casar.
Címon teve vários filhos, cujos nomes faziam alusão à sua admiração por Esparta. Seus filhos gêmeos foram chamados de Lacedemônio e Eleio; a mãe deles, segundo Estesímbroto de Tasos, era uma mulher de Cleitor (atual Cleitor, Arcádia). Segundo Diodoro, o Topógrafo, seus três filhos, Lacedemônio, Eleio e Téssalo, foram filhos de Isódice, filha de Euriptólemo, filho de Mégacles.

## Carreira militar e política
Destacou-se primeiramente na batalha de Salamina, em 480 a.C. A seguir, sob o comando de Aristides, participou das campanhas de Chipre e Bizâncio, afastou o general e regente espartano Pausânias, uma vez que havia suspeitas de que este mantinha entendimentos com os persas. Em 475 a.C. Címon derrotou os persas em Eion, expulsando-os de praticamente toda a Trácia. Com a tomada de Siro em 470 a.C., consolidou seu nome, trazendo para Atenas os supostos ossos de Teseu.
Com a morte de Aristides e o ostracismo de Temístocles, Címon tornou-se a figura dominante na política ateniense, liderando o Partido Conservador de Atenas. Em 466 a.C. derrotou completamente as forças persas de terra e mar, consolidando a Liga de Delos e entre 465-63 a.C., conquistou Tassos, que havia rompido com a Liga de Delos. Elevado ao primeiro posto do governo, dedicou-se à administração interna, sobretudo no embelezamento de Atenas.
Ao mesmo tempo, Címon passa a enfrentar ataques vigorosos do Partido Democrático de Atenas, liderado por Péricles. Os democratas combatiam a política conservadora e Címon e seu alinhamento com Esparta. Como resultado, Címon foi julgado sob acusação de ter sido subornado para não hostilizar o rei da Macedônia, favorável aos rebeldes de Tassos.

## Ostracismo
Embora tenha sido absolvido e tenha sido sempre pessoalmente popular devido a suas vitórias militares, Címon foi perdendo prestígio. Em 462 a.C., coube-lhe a chefia de uma expedição de ajuda a Esparta, então em luta contra os messênios. Desconfiando, porém, de um duplo jogo, os espartanos dispensaram a cooperação do contingente ateniense. Daí resultou o rompimento da aliança com Esparta e, finalmente, a condenação ao ostracismo, em 461 a.C., de Címon.
Quando Címon foi julgado por traição, cuja pena era a morte, Elpinice foi a Péricles, o acusador, e tentou suplicar por seu irmão. Péricles, porém, disse sorrindo que ela estava muito velha para tentar estes truques, mas fez um discurso ameno, que foi o que causou menor dano a Címon dentre todos os acusadores.

## Retorno
No ostracismo, ele procurou demonstrar sua lealdade, oferecendo-se para lutar como simples soldado, quando os exércitos de Atenas e Esparta se defrontaram em 457 a.C. O próprio Péricles, seu maior adversário, interveio em favor de Címon.
Quando Címon estava cumprindo seu período de ostracismo, Elpinice costurou um acordo com Péricles, para que Címon comandasse uma frota de duzentos navios contra o Rei (da Pérsia), de forma que Péricles tivesse controle total da cidade de Atenas.
Címon voltou do exílio em 451 a.C., quando negociou uma trégua de cinco anos com Esparta. Incumbido de comandar uma grande expedição naval contra a Pérsia, foi nessa operação, em 449 a.C., que encontrou a morte, durante o cerco à cidade fenícia de Citium.